# Reproduct Best
Albums de Nami Tamaki
Don't Stay
(2008) STEP
(2010)
Reproduct Best est le 1er album remix de Nami Tamaki, sorti sous le label Sony Music Entertainment Japan le 25 mars 2009 au Japon. Il atteint la 84e place du classement de l'Oricon et reste classé pendant deux semaines. C'est l'album le moins vendu de Nami Tamaki à ce jour. Il sort en format CD et CD+DVD. C'est le dernier album de Nami Tamaki sous le label Sony Music Entertainment Japan. Il sort le même jour que son premier single sous Universal Music Japan, Give Me Up.

## Liste des titres
| 1.  | Brightdown -Electrostatics Mix-                                                    | metalmouse          | 4:18 |
| 2.  | Prayer -Brilhando Mix-                                                             | applebonker         | 4:57 |
| 3.  | Sanctuary -Instantiation Mix-                                                      | PAX JAPONICA GROOVE | 5:49 |
| 4.  | Realize -KZ Strictly Uptempo Mix-                                                  | Kazuhiro Maeda      | 4:52 |
| 5.  | Heroine -Inner Light Mix-                                                          | DJ Deckstream       | 4:27 |
| 6.  | Promise -Dub's Sentimental dub Mix-                                                | Dub Master X        | 5:56 |
| 7.  | Fortune Reproduction ~Radiata Mix~                                                 | Yuta Nakano         | 5:45 |
| 8.  | Result -Drive Me Crazy Mix-                                                        | Oddity              | 4:25 |
| 9.  | Shining Star ☆Wasurenai Kara☆ -Galaxy Sympathy Mix- (Shining Star ☆忘れないから☆)  | CMJK                | 5:21 |
| 10. | My Way Reproduction -Original Mix-                                                 | Tomo.               | 4:33 |
| 11. | Reason Reproduction ~flash-forward mix~                                            | Shinya Saito        | 4:31 |
| 12. | Cross Season -After Graduation Mix-                                                | Daisuke Asakura     | 5:32 |
| 13. | Believe -Evidence01 Mix-                                                           | HΛL                 | 5:05 |
| 14. | Daitan ni Ikimashou ↑Heart & Soul↑ -UK Club Mix- (大胆にいきましょう ↑Heart&Soul↑) | THE WHIP            | 6:10 |
| 15. | Believe -JXL Deep Vocal Mix-                                                       | JUNKIE XL           | 6:04 |